# Книдос
Книдос или Книд е древногръцки полис в Мала Азия, част от Кария и по-късно един от членовете на Дорийския хексаполис. Намирал се е в самия край на дългия 70 км полуостров Датча, днес в провинция Мугла, Турция.
Древният град Книдос е бил един от най-важните градове в западната част на Мала Азия през античността. Бил е защитен с високи стени, с кули на всеки ъгъл. Първоначално се е разполагал с едната си част на полуострова, а с другата на остров Триопион, като двете части са били свързани с голям мост. Днес островът се е слял със сушата и не съществува.

## История
Според съвременните археологически разкопки, първите селища на територията на Книдос са на повече от 3 хиляди години.
Местните жители се смятали за потомци на спартанците, макар по време на Пелопонеските войни да се сражават на страната на Атина. По време на Коринтската война през 394 г. пр.н.е. наблизо се провежда голяма морска битка, в която обединеният гръко-персийски флот, предвождан от атинянина Конон и персиеца Фарнабаз II побеждава спартанския флот.
Книдос достига своя най-голям разцвет по време на елинистичния период (300 – 30 пр.н.е.), когато се превръща в световен град, сече свои монети и развива морска търговия (предимно с вино и зехтин) от Египет до Черно море. Амфори и монети от Книдос са намирани от бреговете на Крим до Александрия. Тук са родени и са работили Евдокс, Ктезий, Сострат Книдски и редица други древногръцки учени, свидетелство за могъществото и разцвета на града.
Книдос запазва своята мощ и богатство и през смутните ранновизантийски времена. Разкопаните пет големи християнски църкви в чертите на града свидетелстват за това. Както и други западно малоазийски градове обаче, през 7 век градът е обект на поредица опустошителни нападения на арабите. Няколко сериозни земетресения допълнително го разрушават и скоро след това той е окончателно напуснат от своите жители.